# Erebia alberganus
Erebia alberganus är en fjärilsart som beskrevs av Leonardo De Prunner 1798. Erebia alberganus ingår i släktet Erebia och familjen praktfjärilar. IUCN kategoriserar arten globalt som livskraftig. Inga underarter finns listade i Catalogue of Life.

## Bildgalleri

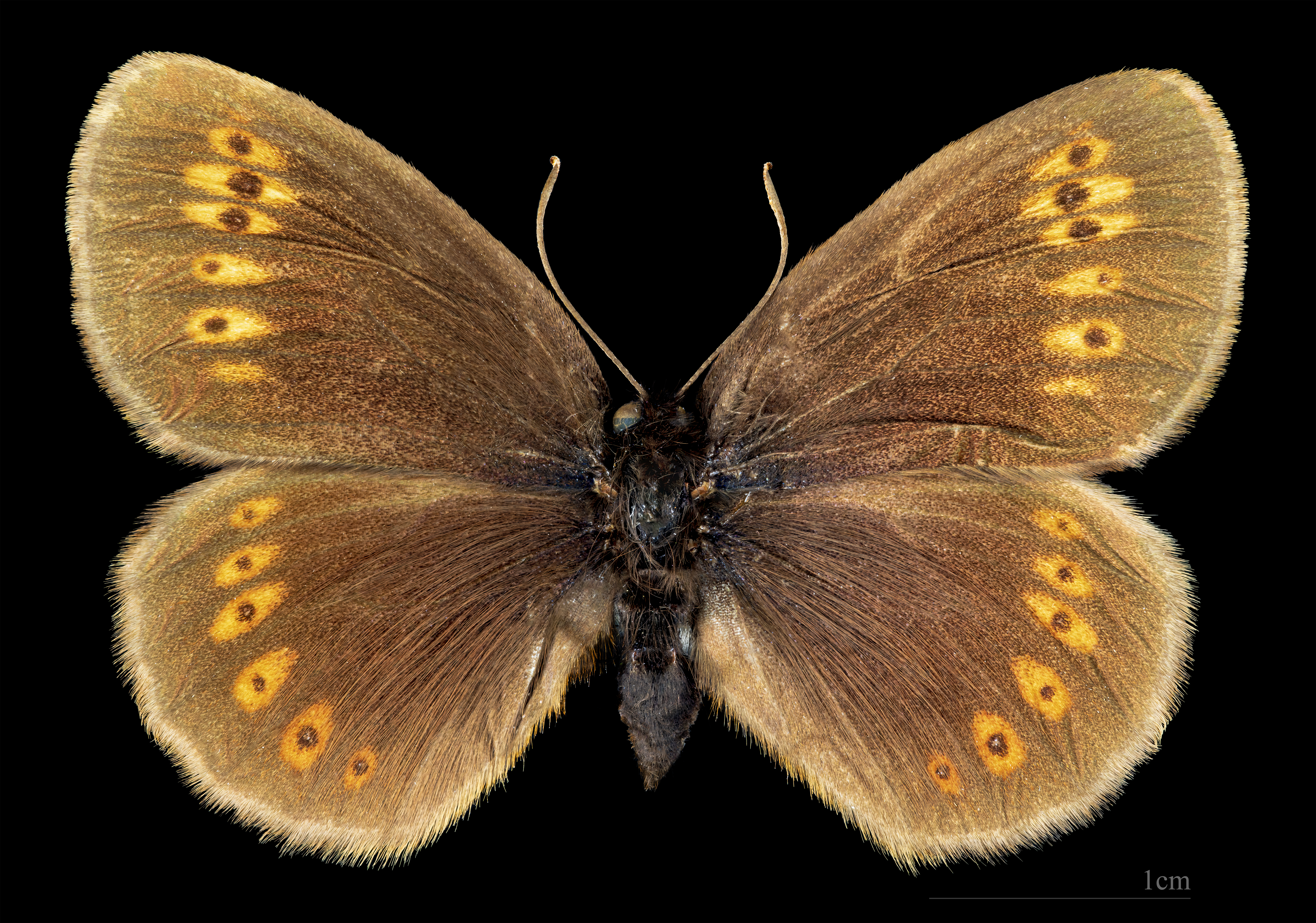
Erebia alberganus ♂
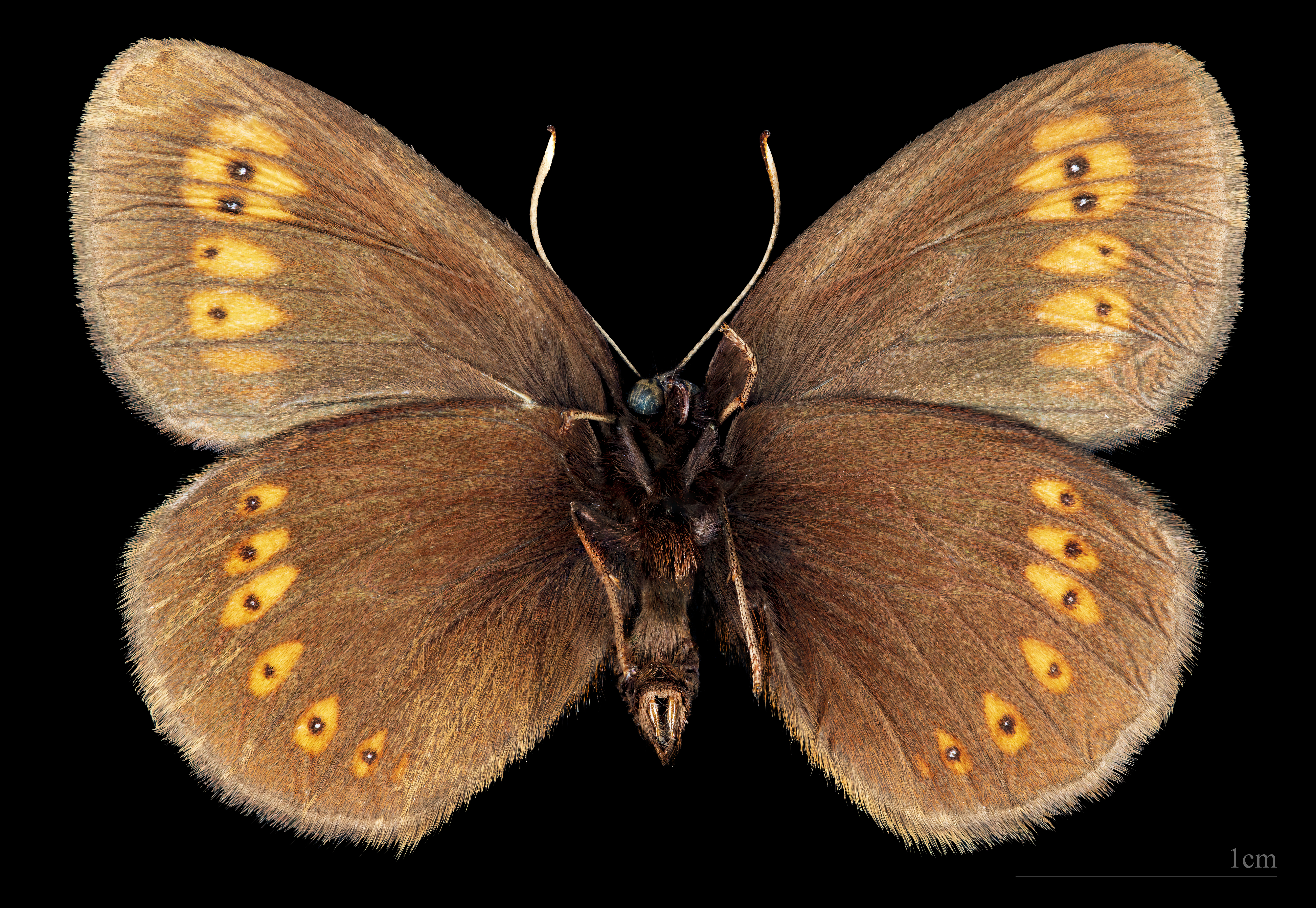
Erebia alberganus ♂  △